# Střední kvadratická rychlost
Střední kvadratická rychlost je rychlost, jakou by musely mít všechny částice ideálního plynu, aby jejich celková kinetická energie byla taková, jaká je ve skutečnosti, tj. když jejich rychlosti jsou různé. Je to statistická veličina.

## Značení
- Značka veličiny: vk
- Jednotka SI: metr za sekundu, zkratka m · s−1
- Další jednotky: viz rychlost

## Výpočet
Střední kvadratická rychlost vk je definována vztahem
{\displaystyle v_{k}^{2}={\frac {\sum _{i}N_{i}v_{i}^{2}}{N}}},
kde součet pro všechny skupiny částic se stejnými rychlostmi, přičemž {\displaystyle N_{i}} je počet částic s rychlostí {\displaystyle v_{i}} a {\displaystyle N} je celkový počet částic, tzn.
{\displaystyle N=\sum _{i}N_{i}\,}
Rychlosti částic úzce souvisejí s teplotou tělesa. S rostoucí teplotou tělesa roste střední kvadratická rychlost částic. Pro plyny platí:
{\displaystyle v_{k}={\sqrt {\frac {3kT}{m_{0}}}}},
kde k je Boltzmannova konstanta [J/K], T je termodynamická teplota [K], m0 je hmotnost jedné částice v kilogramech. Tu většinou získáme jako podíl molární hmotnosti [g] a Avogadrovy konstanty. Výsledek je ale třeba převést na kilogramy, neboť molární hmotnost se zpravidla zadává v gramech: 
{\displaystyle m_{0}={\frac {m_{mol}[g]}{1000A_{k}}}={\frac {m_{mol}[kg]}{A_{k}}}[kg]}.
Pozoruhodné na tomto vzorci je, že střední kvadratická rychlost závisí jen na teplotě a ne na objemu či tlaku, tzn. je úplně jedno, kolik částic je v dané nádobě. Při dané teplotě mají vždy stejnou střední kvadratickou rychlost.